# Chicualacuala
Chicualacuala este un oraș din Mozambic. În perioada colonială a avut numele Malvérnia.